# Zoodes maculatus
Zoodes maculatus là một loài bọ cánh cứng trong họ Cerambycidae.